# أزمة برلين 1961

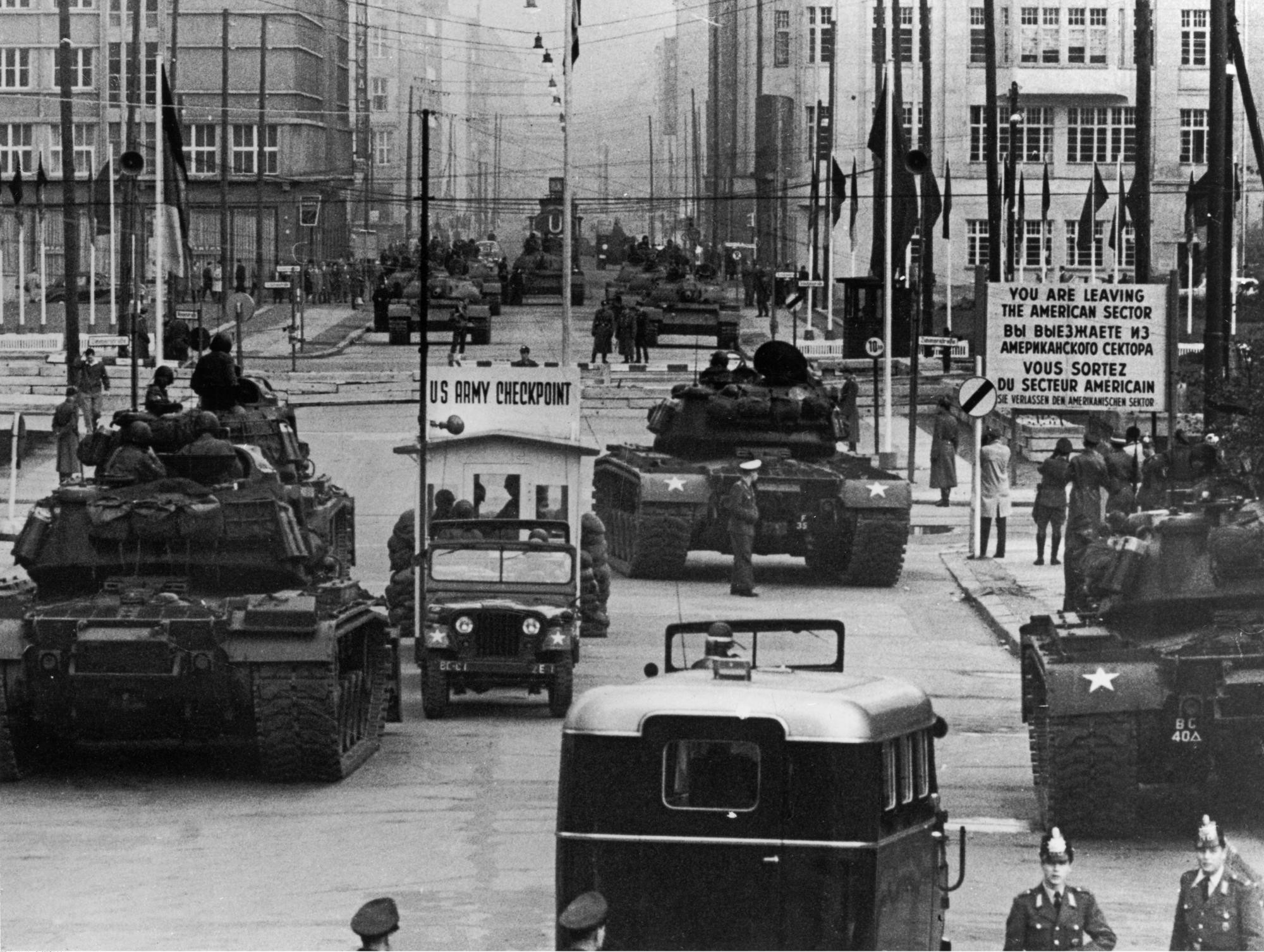
دبابات أمريكية من طراز إم-48 باتون تواجه دبابات تي 55 السوفيتية عند نقطة تفتيش تشارلي، أكتوبر 1961.

أزمة برلين عام 1961 ((بالألمانية: Berlin-Krise)‏ حدث ما بين 4 يونيو - 9 نوفمبر 1961، وكان آخر حادثة سياسية - عسكرية أوروبية كبيرة في الحرب الباردة حول وضع العاصمة الألمانية، برلين، وألمانيا ما بعد الحرب العالمية الثانية. بدأت أزمة برلين عندما أطلق الاتحاد السوفييتي إنذاراً يطالب بانسحاب جميع القوات المسلحة من برلين، بما في ذلك القوات المسلحة الغربية في برلين الغربية. بلغت الأزمة ذروتها في التقسيم الفعلي للمدينة مع إقامة ألمانيا الشرقية لجدار برلين.
انعقد المؤتمر الثاني والعشرون للحزب الشيوعي في الاتحاد السوفياتي - الذي حضره الحزب الشيوعي الصيني لاخر مرة- في موسكو خلال الأزمة.

## خلفية

### الهجرة عبر برلين «ثغرة»
بعد الاحتلال السوفيتي لأوروبا الشرقية في نهاية الحرب العالمية الثانية، تطلع بعض الذين يعيشون في المناطق المكتسبة حديثًا في الكتلة الشرقية إلى الاستقلال وأرادوا أن يغادر السوفييت. بين عامي 1945 و1950، هاجر أكثر من 1.5 مليون شخص من بلدان أوروبا الشرقية التي كانت تحت الاحتلال السوفيتي إلى الغرب، رغم أن هذا الرقم متنازع عليه. بالاستفادة من هذا الطريق، كان عدد الأوروبيين الشرقيين المتقدمين للحصول على اللجوء السياسي في ألمانيا الغربية 197000 في عام 1950، 165000 في 1951، 182,000 في 1952 و331،000 في 1953.
وبحلول أوائل الخمسينيات من القرن الماضي، كان معظم ما تبقى من الكتلة الشرقية، بما في ذلك ألمانيا الشرقية، يحتذى بالنهج السوفيتي في السيطرة على الحركة الوطنية، وتقييد الهجرة. حتى عام 1953، كان من الممكن عبور الخطوط بين ألمانيا الشرقية والمناطق الغربية المحتلة بسهولة في معظم الأماكن. ونتيجة لذلك، تم إغلاق الحدود الألمانية الداخلية بين الدولتين الألمانيتين، وشيد سياج من الأسلاك الشائكة. في عام 1955، أصدر السوفييت قانونًا ينقل السيطرة على وصول المدنيين في برلين إلى ألمانيا الشرقية، والذي تخلى رسميًا عن المسؤولية المباشرة عن الأمور فيه، بينما نقل السيطرة إلى حكومة غير معترف بها في الغرب المتحالفة مع الولايات المتحدة. عندما انشق عدد كبير من الألمان الشرقيين تحت ستار «الزيارات»، قضت الدولة الألمانية الشرقية الجديدة بشكل أساسي على جميع الرحلات بين الغرب والشرق في عام 1956.
مع إغلاق الحدود الألمانية الداخلية رسمياً في عام 1952،  ظلت الحدود في برلين متاحة بشكل أكبر بكثير من بقية الحدود لأنها كانت تديرها جميع القوى المحتلة الأربع. تبعا لذلك، أصبحت برلين الطريق الرئيسي الذي غادر به الألمان الشرقيون إلى الغرب. كانت حدود قطاع برلين في الأساس «ثغرة» يمكن من خلالها لمواطني الكتلة الشرقية الهروب. بلغ عدد الألمان الشرقيين الذين غادروا البلاد عام 1961 والبالغ عددهم 4.5  مليون نسمة، ما يقرب من 20 ٪ من إجمالي سكان ألمانيا الشرقية. كانت الخسارة ثقيلة بشكل غير متناسب بين المهنيين - المهندسين والفنيين والأطباء والمدرسين والمحامين والعمال المهرة. لقد أصبح " هجرة الأدمغة " للمهنيين ضارًا جدًا بالمصداقية السياسية والحيوية الاقتصادية لألمانيا الشرقية، مما جعل سد هذه الثغرة وتأمين الحدود الشرقية والغربية-البرلمانية التي فرضها الاتحاد السوفيتي ضروريًا.

## التاريخ

### إنذار برلين النهائي عام 1961
تصاعدت التوترات في قمة فيينا في 4 يونيو من عام 1961. فخلال لقاء مع الرئيس الأمريكي جون إف كينيدي، وجه الأمين العام السوفييتي نيكيتا خروتشيف من جديد إنذارًا سوفييتيًا نهائيًا لتوقيع اتفاقية سلام منفصلة مع ألمانيا الشرقية لإنهاء الاتفاقيات القائمة بين القوى الأربعة التي كانت تضمن للأمريكيين والبريطانيين والفرنسيين الحق في الوصول إلى برلين الغربية واحتلال القوات السوفييتية لبرلين الشرقية. إلا أنه وجه الإنذار هذه المرة مع تحديد مهلة نهائية عند 31 من شهر ديسمبر من عام 1961. ردت القوى الثلاث بأنه لن يكون لأي اتفاقية أحادية الجانب تأثير على مسؤولياتهم وحقوقهم في برلين الغربية.

### تصاعد التوتر
خلال المواجهة المحتدة حول مكانة برلين، أضعف كينيدي موقعه التفاوضي خلال مفاوضات قمة فيينا مع خروتشيف في شهر يونيو من عام 1961. أرسل كينيدي بشكل أساسي موافقة أمريكية على التقسيم الدائم لبرلين. فقلل هذا من موثوقية تصريحاته العلنية اللاحقة الأكثر حزمًا أمام السوفييت. وقرر كينيدي تبني سياسة مرنة اقترحها مستشاروه الأصغر سنًا، مع عدد قليل من التنازلات للمتشددين حول دين آتشيسن. عندئذ حددت الولايات المتحدة الأمريكية ثلاث مصالح جوهرية في سياساتها حيال برلين، وربطتها جميعًا بالقسم الغربي فقط من المدينة: وجود القوات الغربية في برلين الغربية وأمن القطاعات الغربية وقدرتها على العمل بنجاح والوصول الغربي إليها.
مع تصاعد المواجهة حول برلين، ألقى كينيدي خطابًا متلفزًا في 25 من شهر يوليو في واشنطن على قناة سي بي إس، وبثت القناة الخطاب في جميع أنحاء الولايات المتحدة. أكد كينيدي في خطابه أن الولايات المتحدة لا تسعى وراء قتال وأنها تتفهم «المخاوف التاريخية للاتحاد السوفييتي حول أمنه في أوروبا الشرقية والوسطى». وقال إنه كان ينوي تجديد المحادثات، إلا أنه أعلن أيضًا أنه سيطلب من مجلس الشيوخ 3.25 مليار دولار إضافية للإنفاق العسكري، سيذهب معظمها على الأسلحة التقليدية. وكان كينيدي يريد 6 فرق جديدة للجيش وفرقتين للبحرية، وأعلن عن خطط لمضاعفة التجنيد ثلاث مرات واستدعاء القوات الاحتياطية. وأعلن كينيدي: «إننا نسعى وراء السلام، لكننا لن نستسلم».
فيما كان يقضي إجازته في منتجع سوتشي على البحر الأسود، قيل إن خطاب كينيدي قد أثار غضب خروتشيف. ودُعي جون جاي مكلوي، مستشار كينيدي لنزع السلاح، الذي صدف أن تواجد في الاتحاد السوفييتي، للانضمام إلى خروتشيف. وتحدثت أقاويل عن أن خروتشيف شرح لمكلوي أن تحضيرات كينيدي العسكرية كانت تشكل تهديدًا بالحرب.

### الخطط لجدار برلين
في مطلع العام 1961، سعت حكومة ألمانيا الشرقية وراء طريقة لإيقاف مغادرة سكانها إلى ألمانيا الغربية. أقنع والتر أولبريشت، الأمين العام الأول لحزب الوحدة الاشتراكية الألمانية ورئيس مجلس الدولة وبالتالي صانع القرار الأول في ألمانيا الشرقية، الاتحاد السوفييتي أن القوة كانت ضرورية لإيقاف هذه الحركة، على الرغم من أن مكانة القوى الأربع لبرلين كانت تتطلب السماح بالسفر الحر بين المناطق ومنع وجود القوات الألمانية في برلين.
بدأت حكومة ألمانيا الشرقية بتخزين مواد البناء لإقامة جدار برلين، وعُرف هذا النشاط على نطاق واسع، إلا أن دائرة ضيقة فقط من المخططين السوفييت والألمان الشرقيين اعتقدت أن الألمان الشرقيين كانوا مدركين للهدف من الجدار. اشتملت هذه المواد على أسلاك شائكة كافية لتسييج محيط برلين الغربية البالغ امتداده 156 كم (97 ميل). تمكن النظام من تجنب إثارة الشك عبر تقسيم شراء الأسلاك الشائكة بين العديد من الشركات في ألمانيا الشرقية، التي بدورها قسمت طلبها بين العديد من الشركات في ألمانيا الغربية والمملكة المتحدة.
في 15 من شهر يونيو من عام 1961، بدأت أعمال بناء جدار برلين، وذكر والتر أولبريشت في مؤتمر صحفي دولي: «نيماند هات داي أبيشت، آين ماور زو إيريشتين!» («لا أحد لديه نية إقامة جدار»). وكانت تلك المرة الأولى التي استخدم فيها مصطلح ماور (جدار) في هذا السياق.
بين 4 و7 من أغسطس من عام 1961، التقى وزراء خارجية الولايات المتحدة والمملكة المتحدة وفرنسا وألمانيا الغربية سرًا في باريس لمناقشة كيفية الرد على الأفعال السوفييتية في برلين الغربية. وأعربوا عن عدم رغبتهم في الدخول في حرب. في غضون أسابيع، قدمت لجنة أمن الدولة لخروتشيف وصفًا لمحادثات باريس. وأظهر هذا الوصف أن وزير الخارجية الأمريكي دين راسك كان يدعم، خلافًا للألمان الغربيين، إجراء محادثات مع الاتحاد السوفييتي، على الرغم من أن مديرية المخابرات الرئيسية ولجنة أمن الدولة حذرتا من أن الولايات المتحدة كانت تتعرض لضغوط من قبل الأعضاء الآخرين في التحالف للتفكير في عقوبات اقتصادية ضد ألمانيا الشرقية وبلدان اشتراكية أخرى للانتقال بشكل أسرع لخطط للتسليح التقليدي والنووي لحلفائهم في أوروبا الغربية، مثل الجيش الألماني في ألمانيا الغربية.
كان الغرب يمتلك معلومات استخباراتية متقدمة حول بناء الجدار. في 6 أغسطس، زود أحد مصادر الاستخبارات البشرية، الذي كان مسؤولًا في حزب الوحدة الاشتراكية الألمانية، مجموعة الاستخبارات العسكرية رقم 513 (برلين) بالتاريخ الصحيح لبداية البناء. وخلال اجتماع أسبوعي للجنة مراقبة برلين عقد في 9 من شهر أغسطس من عام 1961، تنبأ رئيس مهام التنسيق العسكرية الأمريكية لمجموعة قيادة القوات السوفييتية في ألمانيا ببناء الجدار. أعلمت استخبارات الإشارات لاتصالات حزب الوحدة الاشتراكية الألمانية في اليوم نفسه الغرب عن وجود خطط للبدء باعتراض المشاة بين برلين الشرقية وبرلين الغربية. وذكر تقييم لجنة مراقبة الاستخبارات بين الوكالات ان هذا الاعتراض «قد يكون الخطوة الأولى لخطة لإغلاق الحدود»، وهو ما اتضحت صحته.

### إغلاق الحدود
في يوم السبت 12 أغسطس من عام 1961، حضر قادة ألمانيا الشرقية حفلة أقيمت في حديقة في بيت ضيافة حكومي في دولنسي، في منطقة مشجرة شمال شرق برلين، ووقّع والتر أولبريشت أمر إغلاق الحدود وإقامة جدار حول برلين الغربية.
عند منتصف الليل، بدأت شرطة حدود ألمانيا الشرقية وجيش ألمانيا الشرقية ووحدات الجيش السوفييتي بإغلاق الحدود، وبحلول صباح الأحد 13 أغسطس 1961 كانت الحدود إلى برلين الغربية قد أغلقت. وكان عمال وقوات ألمانيا الشرقية قد بدأوا بقطع الشوارع على طول الحدود لجعلها غير سالكة لمعظم المركبات، وبنصب أسيجة وعوائق أسلاك شائكة على امتداد ال 156 كم (97 ميل) حول القطاعات الغربية الثلاثة وال 43 كم (27 ميل) التي قسمت فعليًا برلين الشرقية وبرلين الغربية. استُخدم نحو 32 ألف جندي لبناء الجدار، وباتت شرطة الحدود بعد ذلك مسؤولة عن إدارته وتطويره. وحضر الجيش السوفييتي لإحباط أي تدخل غربي وربما للسيطرة على أي أعمال شغب محتملة.
لم يرضخ كينيدي للمطالب الغاضبة بتدخل فوري قدمها البرلينيون الغربيون وعمدتهم، ويلي براندت. وعوضًا عن ذلك، أرسل كينيدي في 19 أغسطس نائبه ليندون بي جونسون رفقة لوسيوس دي كلاي، بطل برلين حصار برلين لعامي 1948 و1949، إلى برلين الغربية. وتمكنا من تهدئة السكان وأبديا بصورة رمزية تضامن الولايات المتحدة مع المدينة. في 20 من شهر أغسطس، وصل إلى برلين الغربية 1500 جندي أمريكي إضافي.
في 30 من شهر أغسطس من عام 1961، وردًا على الخطوات التي اتخذها الاتحاد السوفييتي بقطع الوصول إلى برلين، أمر الرئيس كينيدي باستدعاء 148 ألف من الحرس وقوات الاحتياط إلى الخدمة. في شهري أوكتوبر ونوفمبر، حشدت أعداد أكبر من وحدات الحرس الجوي الوطني، واتجهت إلى أوروبا 216 طائرة من وحدات القتال التكتيكي ضمن عملية «ستير ستيب»، ما كان أضخم عملية نشر طائرات في تاريخ الحرس الجوي. بقي معظم الحرس الجوي المعبأ في الولايات المتحدة، في حين نال آخرون تدريبهم على إيصال الأسلحة النووية التكتيكية وتوجبت إعادة تدريبهم في أوروبا على عمليات تقليدية.
وكانت طائرات إف 84 وإف 86 التابعة للحرس الجوي الوطني المتقدمة في السن تحتاج قطع غيار لم تكن متوافرة لدى القوات الجوية الأمريكية في أوروبا.